# Chrysopolis
Chrysopolis (dal greco "Città dell'oro") è un insediamento abbandonato nella contea di Inyo in California. Si trovava sulla riva est del fiume Owens a sud di Aberdeen.

## Storia
Chrysopolis fu fondata negli anni sessanta del 1800, originariamente come campo di minatori. Fu attivo un ufficio postale dal 1866 al 1867.